# Terra da Escânia
Terra da Escânia (em sueco: Skåneland; em dinamarquês: Skånelandene; em latim: Terra Scaniae) é um nome de uma região histórica situada no sul da Suécia, compreendendo as províncias suecas da Escânia, Blekinge e Halland, e ainda a ilha dinamarquesa de Bornholm.

A Terra da Escânia era território dinamarquês até à sua transferência para a Suécia pelo Tratado de Roskilde em 1658.

Bornholm foi devolvida à Dinamarca pelo Tratado de Copenhaga em 1660.